# Gál Sándor (tábornok)

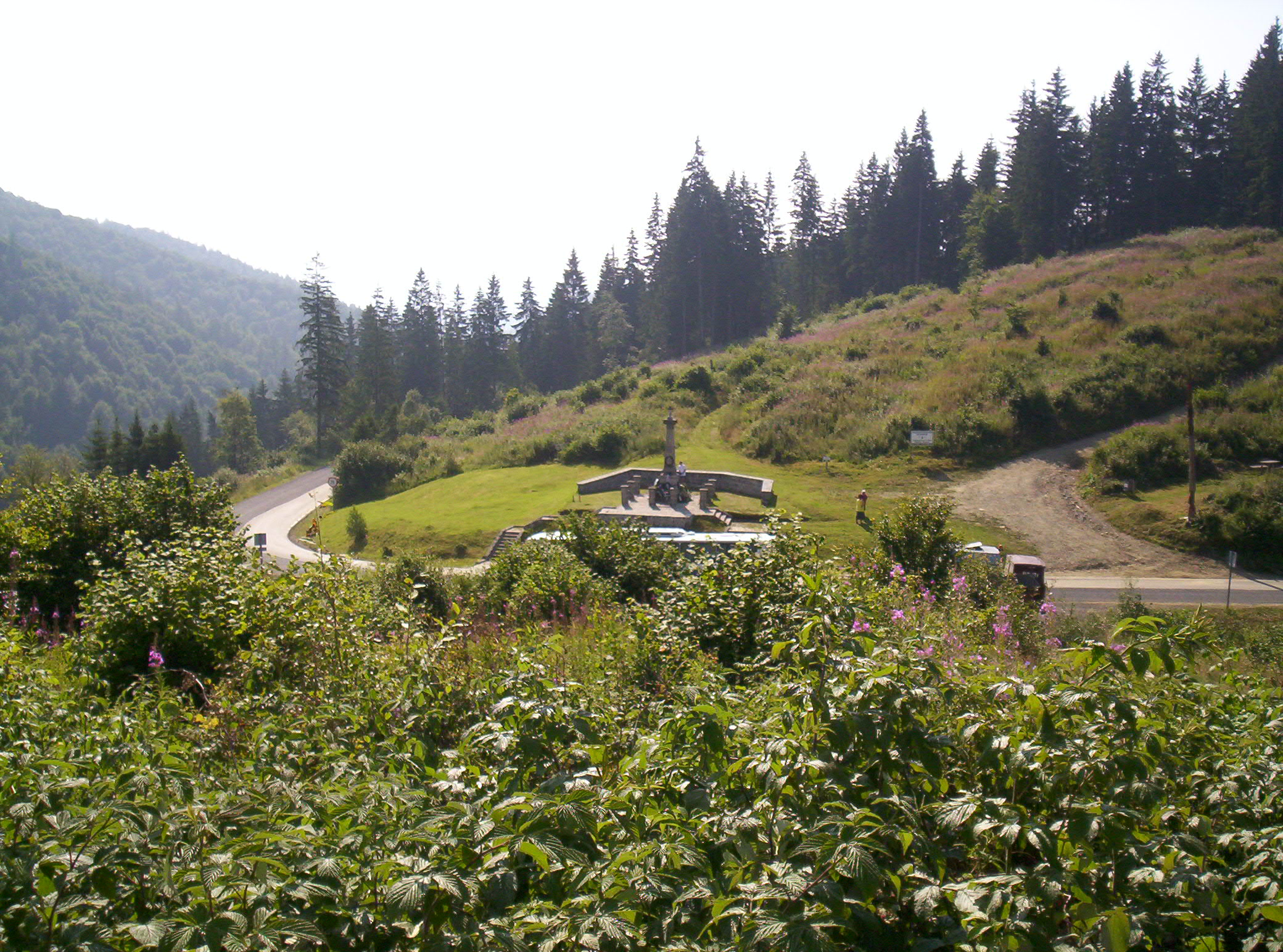
A nyergestetői ütközet emlékműve

Gál Sándor (névváltozat: Alexander Gaal; Csíkszentgyörgy, 1817. szeptember 21. – Olaszország, Nuterina, 1866. június 17.) az 1848–49-es forradalom és szabadságharc honvéd vezérőrnagya. A szabadságharc leverése után a magyar emigráció aktív tagja, és 1860-ban alapító tagja az olaszországi magyar légiónak. Az itáliai politikai csatározások során azonban eltávolodott a magyar emigrációtól, összetűzésbe került Kossuth Lajossal, majd ezek után a Nápolyi Királyság mellé állt, és élete vége felé börtönben raboskodott, ahol elborult elmével halt meg.

## Élete
Kézdivásárhelyen és Olmützben végzett tanulmányok után 1838-ban lépett be a császári hadsereg 37. (Máriássy) gyalogezredébe. 1842-ben alhadnagy, amikor átvezényelték a csíki 14. (első székely) határőrezredhez, ahol 1848-ra a hadnagyi rendfokozatba lépett.
Az 1848. március 15-ei forradalom után a magyar fővárosba utazott és felajánlotta szolgálatait az új magyar kormánynak. Megírta „A Pest városi nemzeti őrsereg ideiglenes oktatás-, gyakorlat- és szolgálati szabályzata” című munkáját, mely áprilisban nyomtatásban meg is jelent. Részt vett a nemzetőrség szervezésében, májustól az Országos Nemzetőrségi Haditanács gyalogsági osztályán segédtisztként szolgált. Számos szabályzatot írt a nemzetőrség és később a honvédség számára. Részt vett a Magyar Honvédség működési alapelveinek és szervezeti felépítésének kidolgozásában.
Még az unió szentesítése előtt Batthyány Lajos Klapka Györggyel és Hajnik Károllyal együtt őt küldte Erdélybe azért, hogy a székely haderőt a magyar kormány mellett mozgósítsa. Augusztustól főhadnagyként az erdélyi honvéd zászlóaljak egyik szervezője volt, majd a felállított székely haderő vezérkari főnöke lett. Miután Puchner Antal erdélyi főhadparancsnok felmondta az engedelmességet a magyar kormánynak, és kiszorította a magyar csapatokat Erdélyből, a székely haderő Háromszékre szorult vissza.  Gál a háromszéki harcokban a székely csapatok szervezője és parancsnoka volt. A Székelyföld felszabadítása után, 1849 januárjában Bem ezredessé léptette elő, és a székely haderő további szervezésével bízta meg. Február 4-én támadás érte a Brassót előzőleg megszálló cári különítmény részéről, és a Szászhermánynál vívott ütközetben vereséget szenvedett.
Márciusig egy tízezer főből álló reguláris hadtestet állított fel és a nyári hadjáratban ennek a székelyföldi hadosztálynak nevezett alakulat parancsnokaként vett részt. Június 19-én és 20-án súlyos harcokat vívott a Tömösi-szorosnál. Lüders tábornok, az erdélyi cári haderő parancsnoka nem ismerte fel a Székelyföld katonai jelentőségét ezért csak egy kilencezer fős egységet indított útnak, ő maga pedig Nagyszeben felé támadott. Gál székely hadosztálya július 2-án a Kökös és Uzon között  megtámadta a Székelyföld biztosítására hátramaradt cári csapatokat. Ebben az ütközetben esett el a székely hadosztály tüzérségi parancsnoka, Gábor Áron. A kökös-uzoni ütközet hírére Lüders seregével visszafordult és benyomult a Székelyföldre. Sepsiszentgyörgy mellett, a július 5-én vívott nyergestetői ütközetben a cári lovasságnak sikerült átkarolnia a magyar csapatok jobb szárnyát, és Gál Sándor székely hadosztálya Csíkszeredába vonult vissza.
Július közepén az odaérkező Bemmel együtt ellentámadást indított, és július 23-án Sepsiszentgyörgy mellett sikeres ütközetet vívott Eduard Clam-Gallas altábornagy tizenötezer fős császári hadtestével. Az osztrák-orosz csapatok általános támadása után, augusztus 1-jén a kászonújfalui ütközetben döntő vereséget szenvedett Clamm-Gallas hadtestétől. A vereséggel a Székelyföld teljes egészében az ellenség kezére került. Maradék seregével Kolozsváron csatlakozott Kazinczy ezredes csapataihoz. Július 29-én előléptették tábornokká, de erről csak az emigrációban értesült. Augusztus 17-én Sárvásár közelében sikeres elhárító ütközetet vívott Urban ezredes csapataival. Kazinczy augusztus 24-ei zsibói fegyverletétele után egy ideig a Szatmár környéki mocsárvilágban bujkált, majd 1850 tavaszán sikerült külföldre szöknie.

## Emigrációban
Szoros kapcsolatot tartott a magyar emigrációval, Hamburgban és Londonban tevékenykedett, majd Kossuth Konstatntinápolyba küldte, és őt bízta meg az erdélyi szervezkedés katonai vezetésével. 1851 novemberében kinevezte az „erdélyi felszabadító hadsereg” főparancsnokává. Részt vett a Makk József, Jubál Károly és May János vezette függetlenségi szervezkedések előkészítésében. A török kormány akadályozta munkáját, ezért Kossuth a magyarországi letartóztatások után visszarendelte Londonba. 1860-ban alapító tagja volt az olaszországi magyar légiónak. Összeütközésbe került a piemonti politikával, és átállt a Nápolyi Királyság visszaállítására és a pápai hatalom megőrzésére rendelt ellenséges francia csapatokhoz. Elborult elmével halt meg.

### Megtalált életrajzi leírás
2006. március 15-én a csíkszeredai Pallas-Akadémia kiadónál megjelent, magyar fordításban, Gál Sándor – eredetileg olasz nyelven –, Nápolyban, 1861-ben kiadott életrajza. Gál ellenszegült Kossuthnak, aki Nápolyban letartóztattatta, ahol börtönbe került. A könyv ebben az időben íródott: vagy Gál maga írta, vagy a könyvet amúgy jegyző három magyar (Schneider D. Antal ezredes, Halász Sándor őrnagy, Pécsváradi Viola Sándor őrnagy) lehet a szerző, előfordulhat azonban az is, hogy Gál tollba mondta talján írástudóknak. A magyar kormánytól kapott megbízása a székelyek toborzására, a forradalom eseményei, személyes hangú csataleírások képezik a könyv törzsanyagát. Gál szemszögéből jelenik meg 1848 története: a magyar hadvezetés vélt vagy valós hibáinak taglalása igen gyakran felmerül. A könyv szakmai lektorai, Egyed Ákos történész és Csikány Tamás hadtörténész megjegyzik, hogy a tényeknek nem minden esetben felel meg a könyv (időpontok, seregek, ágyúk létszáma), amire magyarázat lehet az eltelt bő tíz  esztendő a forradalom és a nápolyi lét között, illetve a körülmények, hiszen börtönében aligha volt lehetősége forrásoknak utánanézni. Továbbra is nyitott kérdés marad Gál személyes sorsa a szabadulás után, illetve tényleges sírjának holléte.